# Orlando Gibbons

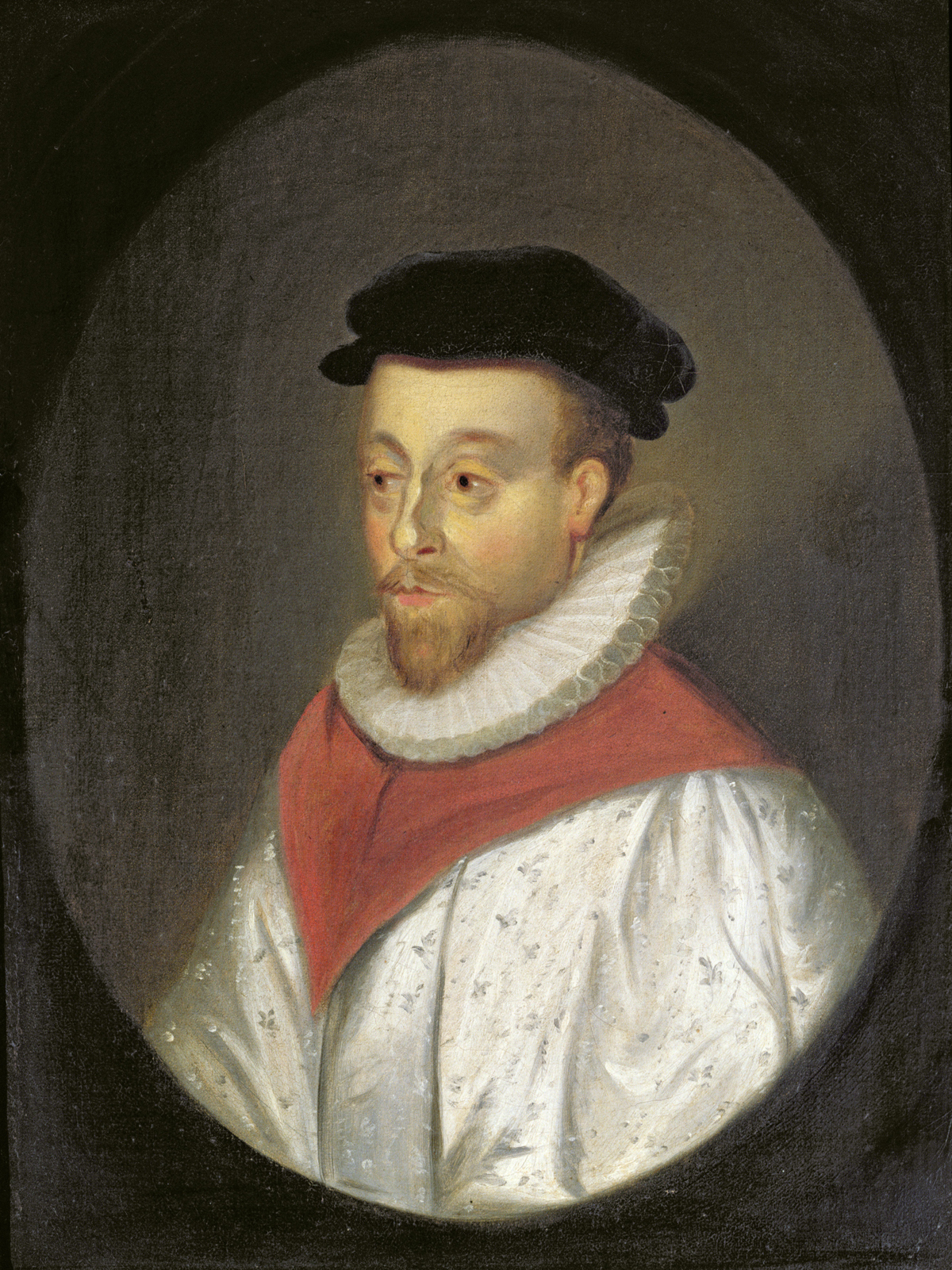
Orlando Gibbons.

Orlando Gibbons, född (döpt den 25 december) 1583 i Oxford, död den 5 juni 1625 i Canterbury, var en engelsk kompositör och organist. 
Mellan 1596 och 1598 sjöng han i kören på King's College i Cambridge. Han blev 1622 doktor i musik vid Oxfords universitet och 1623 organist i Westminster Abbey. Han skrev fantasier för stråkinstrument, stycken för virginal (klaver), kyrkohymner, anthems, motetter, madrigaler med mera, som delvis utgivits på nytt i senare tid. Gibbons var en mästare i polyfonins konst och räknas som en av Englands mest begåvade tonsättare.